# Moncucco Torinese
Moncucco Torinese (piemontiul: Moncuch) település Olaszországban, Piemont régióban, Asti megyében. Lakosainak száma 880 fő (2023. január 1.). Moncucco Torinese Albugnano, Berzano di San Pietro, Castelnuovo Don Bosco, Cinzano, Mombello di Torino, Moriondo Torinese, Sciolze, Marentino és Arignano községekkel határos.

## Népesség
A település lakossága az elmúlt években az alábbi módon változott:
| Lakosok száma | 877  | 897  | 880  |
|               | 2017 | 2018 | 2023 |